# اشلی ویلیامز (بازیکن فوتبال)
اشلی ارول ویلیامز (انگلیسی: Ashley Errol Williams؛ زادهٔ ۲۳ اوت ۱۹۸۴) بازیکن بازنشسته فوتبال اهل ولز است.